# Louis Duerloo
Louis Duerloo (Essen, 7 juli 1910 - Mijas, 30 september 1977) was een Belgisch wielrenner. Hij was beroepsrenner van 1932 tot 1938. In 1933 won hij het Belgisch kampioenschap en in 1935 won hij de Ronde van Vlaanderen.

## Resultaten in voornaamste wedstrijden
| Jaar | Ronde van Vlaanderen | Parijs-Roubaix | Luik-Bast.‑Luik |
| ---- | -------------------- | -------------- | --------------- |
| 1932 |                      |                | 21e             |
| 1933 |                      | 23e            |                 |
| 1935 | ↑                    | 30e            |                 |